# 愛西市立草平小学校
愛西市立草平小学校（あいさいしりつ くさひらしょうがっこう）は、愛知県愛西市草平町にある公立小学校。
※昭和42年に制服が制定されている。

## 沿革
- 1871年（明治4年）3月 - 醸郁学校として創立[1]。
- 1876年（明治9年）12月 - 草平学校と改称[1]。
- 1884年（明治17年）8月 - 大野山学校が分離[1]。
- 1887年（明治20年）4月 - 尋常小学草平学校と改称[1]。
- 1892年（明治25年）8月 - 草場尋常小学校と改称[1]。
- 1907年（明治40年）2月 - 草平尋常小学校と改称[1]。
- 1908年（明治41年）11月 - 大野山新田を学区に編入する[1]。
- 1941年（昭和16年）4月 - 草平国民学校と改称[1]。
- 1947年（昭和22年）4月 - 草平小学校と改称[1]。
- 1970年（昭和45年） - 鉄筋コンクリート造校舎完成、木造平屋校舎解体。
- 2007年（平成19年）9月 - ピタコラム工法による耐震改修完了。

### 歴代校長
年は就任年を示す。
- 1947年（昭和22年） - 鬼頭盛一[3]
- 1952年（昭和27年） - 岡田正治[3]
- 1957年（昭和32年） - 水谷忍[3]
- 1961年（昭和36年） - 後藤武雄[3]
- 1964年（昭和39年） - 富永常由[3]
- 1969年（昭和44年） - 伊藤進[3]
- 1972年（昭和47年） - 加藤朝一[3]
- 1974年（昭和49年） - 吉川秀吉[3]
- 1978年（昭和53年） - 村井司郎[3]
- 1981年（昭和56年） - 八島康生[3]
- 1983年（昭和58年） - 伊藤文治[3]
- 1988年（昭和63年） - 白木一平[3]
- 1989年以降は未確認。

## 通学区域
- 草平町[2]
- 町方町（足立川・石塚・鵜廻・大杁先・大原・大山田・海用・案山子・北前・五軒家・小原・小山田・西馬・十二城・庄司原・新西馬・祖父池・高砂・地官・東馬・西大山田・西祖父池・八田野・二ツ橋・古江・松川・丸池・三角・宮西・宮前・横江および北堤外・彦作堤外・南堤外・五軒家東のそれぞれ愛知県道458号一宮弥富線の西側区域）[2]
- 鷹場町（川田・久田山・五反山・境山・坪堀・久田・本田・広口前・孫田・柳枯草場）[2]
- 大野山町（尾中瀬・河原縁・郷西・郷東・海東・狐穴・新阿原・新九郎新田・坪田・中之割・西之割・八兵衛山・弁才天・三日月・海用・山中）[2]